# Adrian (Minnesota)
Pour les articles homonymes, voir Adrian.
La ville américaine d’Adrian est située dans le comté de Nobles, dans l’État du Minnesota. Lors du recensement de 2010, sa population s’élevait à 1 209 habitants.

## Démographie
| Groupe            | Adrian | Minnesota | États-Unis |
| ----------------- | ------ | --------- | ---------- |
| Blancs            | 95,3   | 85,3      | 72,4       |
| Métis             | 2,1    | 2,4       | 2,9        |
| Asiatiques        | 1,2    | 4,0       | 4,8        |
| Autres            | 1,1    | 3,1       | 7,3        |
| Afro-Américains   | 0,4    | 5,2       | 12,6       |
| Total             | 100    | 100       | 100        |
|                   |        |           |            |
| Latino-Américains | 4,1    | 4,7       | 16,7       |

Selon l'American Community Survey, pour la période 2011-2015, 97,85 % de la population âgée de plus de 5 ans déclare parler anglais à la maison, alors que 1,07 % déclare parler le lao, 0,50 % l'allemand et 0,58 % une autre langue.